# Thief II: The Metal Age
Thief II: The Metal Age — це відеогра у жанрі стелс, розроблена Looking Glass Studios та видана Eidos Interactive у 2000 році. Як і в попередній грі серії, Thief: The Dark Project, ця частина розповідає історію Гаррета, майстерного злодія, який працює в стимпанк-мегаполісі під назвою Сіті. Гравець бере на себе роль Гаррета коли він розкриває змову, пов'язану з новою релігійною сектою. Впливовими характерностями геймплею та сюжету гри часто є потреби виконувати завдання з крадіжками чи переховуванням від варти та автоматизованої охорони.
Thief II розроблялася спираючись на відгуки до попередньої частини серії. Так команда зосередила увагу на розробленні міського стелсу й звела до мінімуму зустрічі з монстрами й лабіринтами в сиквелі. Гра була створена на третій версії рушія Dark Engine, що раніше використовувався для розробки Thief і System Shock 2. Thief II: The Metal Age була анонсована на виставці Electronic Entertainment Expo 1999 року в рамках розширеного контракту на випуск ігор серії Thief між студіями Looking Glass і видавництвом Eidos. Протягом самої ж розробки, аванси від видавця рятували Looking Glass від наближуючогося банкрутства.
Thief II: The Metal Age отримала позитивні відгуки від критиків, її початкові продажі були більшими ніж у попередньої гри серії. Однак роялті за гру студія розробник отримувала повільно, що посилювало фінансові проблеми Looking Glass. У результаті компанія закрилася в травні 2000 року, а сиквел Thief III, що на момент закриття був на стадії планування, був скасований. Третя гра серії під назвою Thief: Deadly Shadows була розроблена компанією Ion Storm і видана Eidos у 2004 році. У 2005 році, до гри також було створено модифікацію Thief 2X: Shadows of the Metal Age, яку гравці високо оцінили. У 2014 році, Square Enix видала перезапуск серії, гру Thief (2014), яка була розроблена Eidos Montréal.

## Ігровий процес

Гравець тримає гумову палицю і ховається в тіні від патрульного охоронця. Світлий монітор у внизу по центру екрана повністю темний, що вказує на те, що ворогові не видно персонажа гравця.

Thief II — це стелсова відеогра, дії якої ведуться від першої особи у тривимірному графічному просторі. У ній гравець зосереджений на виконанні завдань та переховуванні між супротивників, наприклад міської варти. Задля цього, гравець повинен мінімізовувати видимість і чутність свого ігрового персонажа, Гаррета. Гравець повинен уникати освітлених місць ховаючись у тінях та, час від часу, гучних поверхонь підлоги. Для цього HUD гри використовує спеціальний детектор яскравості середовища, що вказує видимість гравця. Хоча ігровий персонаж може брати участь у безпосередньому бою, механіки гри працюють таким чином, що тоді його легко перемогти супротивникові.
Гра складається із 15 місій, які діються на великих рівнях з варіативністю проходження; наприклад, охоронців можна збивати гумовою палицею або вбивати луком чи мечем, а їхні впалі тіла можна підіймати та ховати. Окрім ворогів-людей, у грі є автомати безпеки та камери спостереження. Виконуючи такі завдання, як свідомо неправдиві свідчення й шантаж, гравець краде цінні речі, які можна використовувати для покупки спорядження майстра-злодія між місіями. Основні інструменти гравця — це спеціалізовані стріли, включаючи водяні стріли для гасіння вогню, стріли з моху, щоб приглушувати кроки персонажа, і стріли з мотузкою, щоб видиратися нагору.
За задумом, Thief II мала властивості методичної гри, в якій гравець планує наперед свої рухи розвідуючи, досліджуючи карти та спостерігаючи за схемами патрулювання. Персонаж гравця має збільшувальне механічне око, яке з'єднується з розвідувальними камерами «Scouting Orb», які можна підкидати для спостереження. Одночасно можна розгорнути лише одне таке око розвідки; коли воно приземляється, гравець розглядає ігровий світ з його точки зору, поки звичайний режим не відновиться. Гравець може слухати шуми, кроки, гудіння, і таким чином визначати розташування ворогів. На найвищому з трьох рівнів складності гри, вбивство людей прирівнюється до Game over (програшу), а в певних місіях гравець не повинен навіть нокаутувати жодного охоронця.

## Сюжет

### Сетинг і персонажі
Подібно до попередньої частини серії Thief: The Dark Project, Thief II розгортається в мегаполісі стимпанк стилю під назвою Сіті, зовнішній вигляд якого нагадує міста середньовіччя та вікторіанської епохи. Магія та парові технології існують пліч-о-пліч і впливають на місцеву політику три фракції: маніпулятивні та загадкові Хранителі, зосереджені на технологіях Хаммерити та «язичницькі» поклонники Пан-подібного бога Трикстера. Події Thief II відбуваються через рік після першої гри. Після поразки Трикстера та провалу його плану повернути світ до дикого, примітивного стану, розкол у релігії Хаммеритів породжує секту «Механіст», яка фанатично цінує технологічний прогрес. Нові винаходи Механістів використовуються знов набираючою сили поліцією для боротьби зі злочинністю. Язичники впали у розлад і були вигнані в пустелю за Сіті і звідти вони ведуть партизанську війну проти Механістів. Фракція Хранителів неактивна на початку гри.
Гра продовжує історію Гаррета (якого озвучує Стівен Рассел), цинічного майстра злодія, який переміг Трикстера у минулій частині серії. Його переслідує новий шериф, Горман Труарт (озвучує Сем Беббіт), який нав'язав політику нульової терпимості до злочинності. Вікторія (озвучує Террі Брозіус), колишній союзник Трикстера, зрештою приєднується до Гаррета для боротьби з Механістами. Основний антагоніст гри — засновник Механістів, Батько Каррас (також озвучений Расселом), психічно нестабільний винахідник, що зневажає реальний світ.

### Історія
Гра починається з того, що Гаррет продовжує своє життя як злодій. Однак, після чергового завдання, Гаррета зраджує його скупник краденого і на нього влаштовують засідку, потрапивши в котру він дізнається що Труарт, місцевий шериф, полює на нього. Хранителі змушують Гаррета почути пророцтво про «Епоху Металу», проте він його ігнорує. Коли Гаррет іде, Хранитель що привів його до ордена, Артемус, повідомляє про наймання Труарта задля його вбивства .Він також дає Гарету листа, що наказує йому підслухати зустріч Механіста. На цій зустрічі Гаррет чує, як Труарт і Батько Каррас обговорюють перетворення безпритульних на бездумних «Слуг», які носять маски, що виділяють червону пару, здатну перетворити себе та будь-який органічний матеріал поблизу на іржу. Труарт обіцяє надати Каррасу двадцять жертв для проєкту «Слуг», не розуміючи, що Каррас записує його слова для шантажу. Гаррет краде запис із банківської комірки, аби змусити Труарта розкрити свого роботодавця.
Втім, Гаррет знаходить Труарта вбитим у його маєтку. Докази на місці злочину змушують його шпигувати за офіцером поліції Поручником Мослі. Гаррет бачить, як Мослі доставляє підозрілого листа, який через портал проносить поранений язичник. Гаррет входить у портал і опиняється за межами Сіті і йде по кров'яному сліду язичника до Вікторії, яка переконує Гаррета приєднатися до неї у боротьбі проти Механістів. За наведенням Вікторії, він проникає в офіс Карраса, щоб дізнатися про «Проєкт Кит» ("Cetus Project"), і ненавмисно виявляє, що Каррас надає Слуг дворянам міста. Гаррет відправляється на базу Механістів, щоб дізнатися більше про проєкт «Кит», який виявляється є підводним човном. Щоб знайти та викрасти високопоставленого Механіста, на ім'я Брат Кавадор, Гаррет ховається в автомобілі.
Доставивши Кавадора до Вікторії, Гаррет краде маску Слуги, щоб дізнатися про технологію Механіста під назвою «Культиватор». Тим часом Каррас ховається в соборі Механістів, готуючись до свого плану. Гаррет і Вікторія дізнаються, що саме Культиватори всередині масок Слуг виділяють червону пару, або «газ іржі». Каррас був надав Слуг дворянам із садами, щоб розпочати апокаліптичну ланцюгову реакцію. Вікторія планує заманити Слуг у герметично закритий собор Механістів, перш ніж Каррас активує їх маски, але Гаррет вважає, що цей план занадто небезпечний і полишає її. Вікторія йде до собору сама та вмирає поки заповнювала його рослинами, а Гаррет завершує її план, вбиваючи Карраса в іржавому газі. Опісля, до Гаррета звертається Артемус і пояснює, що план Карраса і смерть Вікторії були пророковані й відтепер Гаррет вимагає знати решту пророцтв Хранителів, коли гра завершується.

## Розробка

### Раннє виробництво
Looking Glass Studios почала розробляти Thief II у січні 1999 року. Мета команди полягала в тому, щоб розвивати фундамент закладений у Thief: The Dark Project; тодішні дії команди керівник проєкту Thief II Стів Пірсол потім назвав експериментуванням. Він пояснив, що команда була впевнена у своїх діях, бо включила в Thief певні «дослідницькі або пригодницькі» місії з «головоломками зав'язаними на стрибках і лазінню» та тому, що нова гра була значно більш зосереджена на скритності. Акцент на бойову систему було зменшено у порівнянні з оригіналом. На основі відгуків гравців і рецензентів Thief, команда вирішила зменшити використання рівнів, схожих на лабіринти, і монстрів, таких як зомбі, на користь міського середовища та ворогів-людей. Пірсол стверджував, що монстри Thief були сприйняті негативно, оскільки, на відміну від ворогів-людей, вони чітко не повідомляли коли помічали гравця. Команда намагалася розв'язати цю проблему, покращивши звукові сигнали, які дають вороги у наступній грі.
Виробництво Thief II розпочалося в лютому. За словами виконавчого продюсера Джеймса Пула, Looking Glass вирішив скласти команду гри з наполовину оригінальних дизайнерів і наполовину нових людей. Компанія намагалася відібрати особовий склад, що добре поєднувався б як на рівні комунікацій, так і творчо, намагаючись гарантувати плавний цикл розробки. Головний редактор Adrenaline Vault, Еміль Пальяруло, був найнятий молодшим дизайнером, частково через його позитивну рецензію на Thief. Річ «zdim» Карлсон та Іікка Керанен приєдналися з команди розробників гри Daikatana, компанії Ion Storm, а підрядник від Looking Glass, Террі Брозіус, був найнятий як штатний дизайнер. Одну третину команди складали жінки, що, на думку Пірсола, сприяло сильній груповій динаміці. Як було типово для Looking Glass, команда Thief II працювала в просторі без стін, який вони кличуть «котлованом», що значно покращувало їх комунікацію. Описуючи робоче середовище того часу, письменниця Лора Болдуін зазначила, що «розмови шалено літаюли кімнатою, коли хтось демонстрував щось цікаве — усі одразу прагнули поспостерігати».
Протягом перших місяців розробки, команда регулярно збиралася для перегляду фільмів, що мають відношення до персонажа Гаррета та візуального дизайну гри, таких як «Третя людина», «Замок Каліостро», «М» і «Метрополіс». Пірсол сказав, що останні два фільми мали «найбільший естетичний вплив» на Thief II, а головним натхненням для її сюжету був роман Умберто Еко «Ім'я рози». Команда також гадиїалась двома героями історій Фріца Лейбера, Фафгрдом та Сірим Мишоловом. Історія гри була написана у триактній структурі: Гаррет мав перейти від свого «цинічного я» на початку до приватного детектива у другій дії й до персонажа схожого на Джеймса Бонда в третій. На технологію та архітектуру міста, головної локації у грі, вплинув зовнішній вигляд вікторіанського Лондона, а певним районам було надано тему ар-деко, щоб створити «відчуття Бетмена» на кшталт фільму 1989 року. Головний художник Марк Лізотт зробив понад дві тисячі фотографій під час своєї відпустки в Європі й вони стали основою для багатьох текстур у грі.
Thief II була створена за допомоги третьої ітерації рушія Dark Engine, який раніше використовувався для Thief і System Shock 2. За словами Пірсола, Dark Engine став «дуже добре зрозумілим середовищем розробки» і чимало спростив процес виробництва. Оновлення двигуна, створені для System Shock 2, такі як підтримка 16-бітового кольору, також були перенесені до Thief II. Середня модель персонажа в Thief II була майже вдвічі більша, ніж середня модель у Thief, при цьому велика частина доданих деталей була зосереджена на головах персонажів. Це була спроба надати персонажам «більш органічного» вигляду. Певні частки програмного коду доданоко в Dark Engine використовували штучний інтелект, дозволяючи ворогам помічати зміни в оточенні, наприклад, відкриті двері; вони не використовувалися в Thief або System Shock 2, але були реалізовані в Thief II. Також у новій грі були додані погодні ефекти, як туман і дощ, а для створення неба та хмар була використана технологія Flight Unlimited III.

### Анонс і продовження розвитку
Thief II було оголошено під час Electronic Entertainment Expo 13 травня 1999 року в рамках контракту між Looking Glass та Eidos Interactive про випуск чотирьох нових ігор серії Thief, починаючи з Thief Gold. Угода була підписана 7 травня, приблизно через три місяці після початку виробництва Thief II. Технічна демонстрація гри, яку Брюс Геррік з Games Domain описав як «десь три кімнати з якимись магами», була показана на виставковому залі. Демоверсія була використана для демонстрації оновленого рушія Dark Engine, який підтримував кольорове освітлення, моделі з більшою кількістю полігонів та більші середовища. Команда повідомила про свій намір включити більше рівнів з ворогами-людьми і оголосила про прогнозовану дату випуску — весну 2000 року. Плани щодо включення кооперативного режиму також були детально описані на виставці. Джейсон Бейтс з IGN зазначив, що показ Thief II привернув «трохи галасу та невеликий натовп відданих глядачів».
Вже у липні, команда розпочала створювати рівні гри. Посилене зосередження Thief II на механіці стелсу вимагало нових концепцій дизайну рівнів: більшість місій Thief, що опиралися на стелс, були зосереджені на міських крадіжках зі зломом, але Пірсол пояснив, що це «досить швидко набридає» якщо повторюватиметься на кожному з рівнів. Команда урізноманітнила Thief II, розробивши місії з такими завданнями як викрадення, шантаж і підслуховування. Перші два рівні були розроблені, щоб легко ознайомити нових гравців з основною ігровою механікою, без навчальної місії яка могла б відкинути інтерес досвідчених гравців. Створюючи завдання, команда часто починала з визначення мети гравця, після чого створювала приблизний дизайн локацій й в кінці місія проходила рецензування, щоб визначити чи варто її додати до гри. Кожен із рівнів гри був результатом командної роботи, аніж окремих працівників. Дизайнер Ренді Сміт пояснив, що, хоча рівні Thief розроблені з узгодженням до вже наявного сценарію й історії, команда Thief II «спершу намагалася придумати дійсно хороші місії», а потім підлаштувала сюжет відповідно до них. Він також зазначив, що гармонізувати обидва аспекти було вкрай важко.
Звукова команда гри складалася з Кемаля Амарасінгема, Даміна Джаваді та аудіорежисера Еріка Брозіуса. За словами Брозіуса, кожен співробітник аудіовідділу робив «все», без чіткого розмежування між обовʼязками. Як і Thief, Thief II має звуковий рушій, що імітує розповсюдження звуку в режимі реального часу. Аби досягти цього ефекту, геометрія кожного рівня була введена як в редактор рівнів, так і в «окрему [звукову] базу даних», яка показувала як звук буде реально поширюватися на основі «фізичних характеристик кімнати [… і] того, як різні кімнати та простір з'єднані між собою»; наприклад, шум має вільно поширюватись через відкриті двері, але блокуватися, коли двері зачинені. Команда використала нову функцію «оклюзії» в EAX 2.0, щоб зробити звукове середовище Thief II більш реалістичним і дозволити гравцеві підслуховувати через двері. У грі більше звукових ефектів, музики та мови, ніж в оригінальній Thief. Партитура Thief II, як і її попередника, була розроблена для «розмивання довкільного [звуку] та музики» між собою. Однак пізніше Брозіус заявив, що, хоча саундтрек Thief складається з «простих і гіпнотичних» циклів тривалістю лише кілька секунд, Thief II містить довші та «більш продумані» фрагменти. Він вважав, що цей метод має позитивні сторони, але що він привів до менш занурювального звукового середовища.
Художник Ден Трон повернувся, щоб створити внутрішньоігрові відео для гри з допомогою Дженніфер Гработа-Лессери. Пізніше, Трон назвав Гработа-Лессеру «однією із найвеличніших художниць, яких я коли-небудь бачив». Кат-сцени, які Computer Games Magazine назвав «унікальними», містять багатошарові ілюстрації та зняті поверх зеленого екрана матеріали із живими акторами. Ці компоненти були об'єднані та анімовані в Adobe After Effects. Методика роботи була розроблена для оригінального Thief, як розвиток пропозиції дизайнера Кена Левіна щодо використання анімованих коміксів. Фільми Девіда Лінча «Голова-гумка» і «Людина-слон» стали важливими джерелами впливу на їхній стиль.

### Останні місяці
До жовтня 1999 року, команда вирізала багатокористувацький режим з гри. Пірсол пояснив, що Looking Glass «не має ресурсів для створення нового типу багатокористувацької гри та зосереджена на створенні точно налаштованої однокористувацької гри». У січні 2000 року було оголошено про плани випустити гру Thief для кількох гравців невдовзі після завершення Thief II. Оскільки розробка Thief II продовжувалася, Looking Glass зазнавала серйозних фінансових проблем. Пізніше Марк ЛеБлан сказав, що «Eidos щотижня виписувала чек, щоб покрити наш рівень затрат» протягом останніх місяців проєкту. Кінцева вартість гри склала приблизно 2,5 мільйона доларів. За словами глави компанії Пола Нейрата, Eidos вказала Looking Glass, що для Thief II «неможливо» пропустити дату випуску, адже будуть «жахливі наслідки, якщо [ми] пропустимо хоча б день». Анонімний співробітник Looking Glass пізніше розповів Salon.com, що Eidos «власне кажучи, сказали нам випустити [Thief II] до кінця фінансового кварталу або померти».
До січня, Пірсол підтвердив, що гра дійшла стадії бета і що більшість сил команди витрачалася на «налаштування, полірування та виправлення помилок». На початку лютого він зазначив, що Thief II було виготовлено майже повністю за графіком. Компанія відстала ближче до кінця проєкту й деякий час була змушена перепрацьовувати, щоб компенсувати збитки. 24 лютого, продюсер Thief II Майкл Макхейл оголосив, що розробка досягла «моменту заморозки» і що команда перебуває в «режимі суперкранчу» (сильного перепрацювання). До проєкту долучилися численні тестувальники з Eidos. Однак Макхейл зазначив, що сама команда була енергійна і що «настрій [був] піднесений». Деякі співробітники спали в офісі й уникали купання, щоб гра досягла кінцевого строку у березні. Пізніше Леблан висловив переконання, що гра була поспішною і в результаті її якість постраждала. З усім тим, команда досягла своєї мети і гра була випущена 23 березня 2000 року. Eidos ж прискорила оплату студії розробнику за завершення гри.

## Рецензії
| Агрегатор  | Оцінка |
| ---------- | ------ |
| Metacritic | 87/100 |

| Видання                 | Оцінка        |
| ----------------------- | ------------- |
| Computer Games Magazine | [ 17 ]        |
| Computer Gaming World   | [ 20 ]        |
| GameFan                 | 95 out of 100 |
| GamePro                 | 4 out of 5    |
| Next Generation         | [ 70 ]        |
| PC Gamer (США)          | 89%           |
| PC Zone                 | 82%           |

Thief 2 дебютувала високо в списку бестселерів комп'ютерних ігор, і її початкові продажі були навіть кращими ніж у комерційно успішного попередника. До листопада 2000 року, її світові продажі перевищили 220 000 копій; PC Zone схарактеризувала ці цифри як «комерційне визнання». На кінець 2000 року лише на Сполучені Штати припадало 67 084 продажів, що принесло дохід у розмірі 2,37 мільйона доларів. Пізніше, гра отримала «Срібло», нагороду за продажі від Entertainment and Leisure Software Publishers Association (ELSPA), що вказує на продаж щонайменше 100 000 копій у Сполученому Королівстві. Thief II також отримала позитивні відгуки від критиків із загальним балом 87/100 на Metacritic.
Томас Л. Макдональд з Computer Gaming World написав, що «у Thief II все більше, гостріше, краще та ефективніше» ніж у його попереднику. Йому сподобався сюжет і він зазначав «великі та заплутані» рівні з «дивовижно складною і часто красивою» архітектурою; окрім того, він виявив, що графіка в грі була дещо тьмяною. McDonald підсумував Thief II як унікальну «гру для геймерів». Джим Престон з PC Gamer США вважав цю гру «більш сфокусованою та відшліфованою, аніж оригінал», і він схвально оцінив видалення «зомбі битв». Хоча й також дорікаючи її графіку, врешті решт він підсумував Thief II як «чорт забирай, дуже хорошу гру».
Джейсен Торрес з GameFan написав: «Якщо вам сподобався Thief, вам сподобається Thief 2: The Metal Age; в ній більше того, що зробило Thief чудовим, але з меншою кількістю дратівливих речей». Він схвалював видалення місій «зомбі вбивств» і вважав, що звук у грі «краще аніж у будь-якій іншій». Він вказав що її сюжет гарний, хоч і не видатний, а її графіка - «гідної якості»; він також прокоментував, що гра «насправді зав'язана довкола ігрового процесу», який він оцінив як «досить переконливий і веселий». Бенджамін Е. Соунс з журналу Computer Games Magazine вважав історію гри «досить непоганою», але він вважав помилкою Looking Glass те що вона не розповіла новим гравцям події минулої частини. Він написав, що графіка Thief II була придатною, а її звуковий дизайн — «феноменальним». Соунс оцінив місії як «дуже добре розроблені» і зазначив, що вони створюють враження перебування у «живому, дихаючому світі». Він резюмував: «Можливо, ця гра не ідеальна, але у Thief 2 є все, що для неї важливо».
Чарльз Гарольд з The New York Times назвав гру «освіжаючою альтернативою іграм, які прославляють насильство». Він вважав її історію «незначною», але вихваляв її світ як «дивовижно живий», а ШІ — як «чудове уособлення справжньої кмітливості». Критик журналу GamePro, Баррі Бренесал, прокоментував, що Thief II «забезпечує надійний ігровий досвід», але «не вражає, як його попередник». Він написав, що її місії відрізняються «великим різноманіттям». Також Бренесал похвалив їх «здатність мимохідь запропоновувати набагато насиченіший світ», але виразив незадоволення через те що відеоігрові місії були занадто лінійними. Та сюжет гри йому сподобався, відзначаючи що сценарій гри є «одим із найкращих у бізнесі». Хоча Бренесалу подобалися текстури та освітлення гри, він вказував на низьку деталізацію людських моделей, анімація яких, на його думку, була «артритною». Пол Преслі з PC Zone написав, що рівні в грі були більші, але легші, ніж у Thief, і він вважав їх цілі дещо лінійними. Він виявив що графіка Thief II застаріла, і написав, що відсутність освітлення в реальному часі «надає кожному середовищу свого роду „помилкову“ якість». Однак він вважав, що в грі «все ще достатньо атмосфери, щоб занурити вас» і високо оцінив її звукове оформлення. Преслі вважав гру прямим переробленням її попередниці й закінчив: «Більш суцільно випадку продовження у сиквелах ніколи не було».
Джим Престон створив огляд на Thief II для Next Generation, оцінивши її на чотири зірки з п'яти, і заявив, що «Чудовий, прихований ігровий процес, корисні нові інструменти та розумний дизайн рівнів роблять Thief II відмінною „бродилкою“ від першої особи».

## Після випуску
У той час як Thief II показувала гарні комерційні результати, Looking Glass не збиралася отримувати роялті протягом кількох місяців. Компанія переживала фінансові проблеми після комерційних невдач її самвидавних ігор Terra Nova: Strike Force Centauri та British Open Championship Golf. Гра Looking Glass Flight Unlimited III провалилася в роздрібній торгівлі, а розробка Jane's Attack Squadron вийшла за межі бюджету і відставала від графіка. Угода про спільну розробку стелс-гри Deep Cover з Irrational Games незадовго до цього провалилася. За словами Тіма Стельмаха з Looking Glass, затримка виплати роялті Thief II «поставила [нас] перед перспективою втратити гроші». Керівництво Looking Glass підписало угоду, за якою Eidos Interactive придбає компанію, але Eidos впала у раптову фінансову кризу, частково через провал гри Daikatana від Ion Storm вартістю 40 мільйонів доларів. Ці фактори призвели до закриття Looking Glass 24 травня 2000 року, а заплановані наступні ігри серії Thief II Gold і Thief III були скасовані.

### Пізніші випуски
Запланована як трилогія, серія Thief мала третью частину Thief III, робота над якою, за словами Кіта Пулліна з PC Zone, була «на досить просунутій стадії» коли Looking Glass закрилася. Ренді Сміт і Террі Брозіус були призначені головними дизайнерами й вони розробляли концепцію гри протягом кількох місяців. У відкритому листі, опублікованому після банкрутства компанії, Сміт написав, що третя гра мала б бути у «відкритому, самокерованому місті» й що її сюжет зосередився б на Хранителях. Брозіус припустив, що у Thief III Гаррет «прийняв би те, що його дії мають наслідки» і що він, ймовірно, став би «готовим жертвувати, а не завжди забирати». Гравець розкривав би історію гри поступово, досліджуючи нелінійне середовище. Були розроблені серйозні плани щодо включення кооперативного багатокористувацького режиму гри та новий рушій Siege був у виробництві. Коли ж Looking Glass закрилась, її активи були ліквідовані, а інтелектуальна власність Thief продана на аукціоні. Це викликало занепокоєння, що трилогія «Thief» не буде завершена; як у ситуації із закриттям Lucasfilm після виходу фільму «Зоряні війни. Епізод V. Імперія завдає удару у відповідь», яку автор Salon.com Вагнер Джеймс Ау навів у приклад. Однак, наслідуючи чуткам, Eidos оголосила 9 серпня 2000 року, що таки придбала права на Thief.
Розробка Thief III була делегована Воррену Спектору під керівництвом Ion Storm, який якраз нещодавно завершив Deus Ex. За словами Спектора, Thief III була б передана Core Design або Crystal Dynamics, якби він не прийняв її. Гра була анонсована для Windows і PlayStation 2. 10 серпня, Спектор прокоментував, що першою метою Ion Storm було зібрати основну команду, що складається з колишніх співробітників Looking Glass для розробки та створення сюжету гри. Члени команди Thief II — Ренді Сміт, Лулу Ламер, Еміль Пагліаруло та Террі Брозіус були найняті, щоб розпочати проєкт. 16 серпня Ion Storm оголосила про свої наймання та заявила, що концептуальна робота над Thief III почнеться у вересні. Команда планувала «звести всі вільні кінцівки» серії і ґрунтувалася безпосередньо на концептах Thief III, виконаних в Looking Glass. Згодом Thief III була перейменована в Thief: Deadly Shadows і випущена для Windows і Xbox 25 травня 2004 року.
У травні 2009 року, після кількох місяців розповсюдження чуток, Eidos Montréal, розробник Deus Ex: Human Revolution, анонсував четверту гру серії Thief. Вона була представлена у квітневому випуску Game Informer за 2013 рік. Гра Thief є перезавантаженням і в ній відсутні Хаммерити, язичники та Хранителі. Її сюжет розповідає про Гаррета (якого озвучує Романо Орзарі замість Стівена Рассела) після нещасного випадку, внаслідок якого його протеже Ерін зникла безвісти. Після цього інциденту Гаррет має амнезію, а місто охоплює чума, яка називається Морок. Гра була випущена для Windows, Xbox 360, PlayStation 3, Xbox One і PlayStation 4 у лютому 2014 року.

### Розширення фан-бази
Скоро після банкрутства Looking Glass, фан-група під назвою Dark Engineering Guild почала розробляти мод для Thief II під назвою Thief 2X: Shadows of the Metal Age. Спочатку вони сподівалися заповнити порожнечу, що залишилася після скасування Thief III, але вони продовжили роботу над модифікацією навіть після анонсу та випуску Thief: Deadly Shadows. Мод, випущений у 2005 році після п'яти років розробки, розповідає про Заю - молоду жінку, яку пограбували під час відвідування Сіті, за що вона прагне помститися. Її наставником є язичницький відлюдник на ім'я Малак, який навчає її як крадія та має власні приховані цілі. Команда розробила Заю так, щоб вона була фізично здібною і мала «близькосхідний/північноафриканський вигляд», докладаючи зусиль аби уникати подібностей з Мулан, фільм про яку вийшов за кілька років до цього. Хронологічно, історія починається ближче до кінця Thief і закінчується в середині Thief II, таким чином зображуючи піднесення Гормана Труарта та перші дні існування Механістів. Thief 2X містить 13 місій з новими анімованими роликами та приблизно 3000 нових рядків записаних діалогів.
Мод був схвалений критиками та шанувальниками Thief. Бретт Тодд з PC Gamer США нагородив його «Модом місяця» і написав: «В ньому точно не вдалося відтворити таємничої привабливості оригінальних ігор, але він надзвичайно наблизився». Автор Jolt Online Gaming високо оцінив візуальні елементи мода і вважав його місії «неймовірно добре розробленими». Хоча сценарист прокоментував, що Thief 2X не ідеально відповідає тону серії й що його озвучка «не найкраща», вони закінчили тим, що у шанувальників серії Thief «немає виправдання аби не грати в T2X». Кірон Гіллен з PC Gamer UK писав про власні очікування, що мод буде скасовано, враховуючи, як «мережа сповнена […] лиш на п'ять відсотків завершених шедеврів від людей, які цілилися високо, занадто високо». Після виходу Thief 2X, він оцінив її як найкращу роботу фанатів Thief і як «одне з найбільш дивовижних досягнень будь-якої фан-спільноти для будь-якої гри».